# Jochen Neerpasch
Jochen Neerpasch (Krefeld, 23 de marzo de 1939) es un expiloto de carreras y mánager automovilístico alemán.